# Кубок Убер 1981
9-й Кубок Убер (крупнейшее международное соревнование по бадминтону среди женских команд) прошёл в сезоне 1980—1981 годов. Он начинался в четырёх квалификационных зонах — Азиатской, Австралазиатской, Европейской и Панамериканской. Обладатель кубка прошлого сезона — команда Японии — была избавлена от необходимости проходить квалификацию, и играла сразу во 2-м раунде плей-офф. В конце сезона четыре победителя зон съехались в Токио (Япония), где, вместе с текущим обладателем кубка, провели между собой плей-офф и определили двух участников, в заключительном раунде сразившихся за кубок.

## Команды и зоны
| Австралазиатская зона - Индонезия - Индия - Австралия - Новая Зеландия | Азиатская зона - Малайзия | Европейская зона - Англия - Дания - Швеция - Нидерланды - Китайская Республика - Шотландия | Панамериканская зона - Канада - Перу - США |

## Итоги зональных турниров
В Австралазиатской зоне Индонезия разгромила Австралию 9-0. В Азиатской зоне Малайзия была в одиночестве. В Европейской зоне в финале Англия обыграла Данию 5-4. В Панамериканской зоне Канада победила США со счётом 8-1.

## Плей-офф

### Первый раунд
| Индонезия | 9—0          | Малайзия |
| Англия    | во 2-й раунд |          |
| Япония    | во 2-й раунд |          |
| Канада    | во 2-й раунд |          |

### Второй раунд
| Индонезия | 5—4 | Англия |
| Япония    | 9—0 | Канада |

## Финальный раунд
| Япония | 6—3 | Индонезия |